# Каррио, Элиса
Эли́са Мари́я Авели́на Каррио́ (исп. Elisa Carrió; род. 26 декабря 1956) — аргентинский политик, основатель партии, первоначально известной как Alternativa para una República de Iguales (ARI), которая в настоящее время партия переименована и называется Гражданская Коалиция (Coalición Cívica ARI).

## Биография
Родилась в городе Ресистенция в традиционной католической семье, Каррио когда была подростком, участвовала в местном конкурсе красоты. Каррио окончила юридический факультет Национального университета Ресистенции в 1978 году. Каррио перешла на государственную службу в качестве технического консультанта в прокуратуру города Чако. В 1980 году она становится государственным адвокатом
Она позже преподавала конституционное право в своем университете (альма-матер), а с 1986 по 1988 год занимала пост директора департамента по правам человека Университета Буэнос-Айреса
Каррио вошла в политику по просьбе её наставника, Рауля Альфонсина. Каррио входила в 1994 году в Конституционный конвент и делала поправки к статье конституции № 75, посвящённой правам человека. Она была избрана в палату депутатов в своей родной провинции Чако, от партии Гражданский радикальный союз (UCR)
в 1995 году и 1997 годах
В 1999 году Каррио была повторно избрана в Конгресс Аргентины, где она возглавила комитет по коррупции и отмывании денег, в 2001 году у неё были разногласия со взаимными обвинениями с министром экономики Доминго Кавалло Это закончилось судебным процессом на котором Каррио представила в суде документы, в качестве доказательства коррупции со стороны Кавалло, в которых фигурировал Даниэль Диас, который был арестован в октябре по обвинению в мошенничестве и подделке ценных бумаг
В 2000 году Каррио покинула партию Гражданский радикальный союз, Каррио в 2002 году вместе со своими сторонниками (из Демократической Социалистической партии и других политиков с левыми наклонностями, недовольных политикой своих партий) создала новую партию под названием Alternativa para una República de Iguales (ARI).
Каррио участвовала в президентских выборах 2003 года и заняла пятое место набрав 14 % голосов. Она вернулась в Конгресс в 2005 году став депутатом от города Буэнос-Айрес.
Каррио участвовала в президентских выборах 2007 года от партии «Гражданская коалиция» В марте 2007 года она оставила депутатские полномочия для участия в этих выборах Вместе с Рубеном Джустиниани (председатель Социалистической партии), Каррио получила около 23 % голосов, заняв второе место после Кристины Фернандес де Киршнер. Она завоевала большинство голосов в двух из трех крупнейших городов Аргентины (Буэнос-Айрес и Росарио), но она потерпела большое поражение в провинции Буэнос-Айрес, в самом густонаселенном районе, и не смогла участвовать во втором туре выборов.
После выборов 2007 года, Каррио объявила, что она не будет баллотироваться на следующих президентских выборах, заявив, что она хочет увеличить свою роль в качестве «лидера оппозиции» и стремиться оказать влияние на будущую администрацию которая будет избрана по итогу выборов 2011 года. На выборах 2009 года она создала коалицию с бывшими союзниками, социалистами. Позднее она пересмотрела принятое ранее решение отказаться от участия в 2011 году в президентских выборах, и 12 декабря 2010 года, она объявила о своей кандидатуре на предстоящих выборах в октябре 2011 года.